# Natació als Jocs Olímpics d'Estiu de 1932 - 200 metres braça masculins
Els 200 metres braça masculins va ser una de les onze proves de natació que es disputaren als Jocs Olímpics d'Estiu de Los Angeles de 1932. La competició es disputà entre l'11 i el 13 d'agost de 1932. Hi van prendre part 18 nedadores procedents d'11 països.

## Medallistes
| Or                      | Plata             | Bronze                  |
| Yoshiyuki Tsuruta (JPN) | Reizo Koike (JPN) | Teófilo Yldefonso (PHI) |

## Rècords
Aquests eren els rècords del món i olímpic que hi havia abans de la celebració dels Jocs Olímpics de 1932.
| Rècord del Món | 2' 44.0" | Leonard Spence    | New Haven (USA) | 1 d'abril de 1932 |
| Rècord Olímpic | 2' 48.8" | Yoshiyuki Tsuruta | Amsterdam (NED) | 8 d'agost de 1928 |

En la primera sèrie Yoshiyuki Tsuruta va millorar el seu propi rècord olímpic amb 2' 46.2". Aquest rècord va ser millorat per Reizo Koike en la primera semifinal amb un temps de 2' 44.9".

## Resultats

### Semifinals
Es van disputar el dijous 11 d'agost de 1932. Els dos millors nedadors de cada sèrie i el millor tercer passaven a les semifinals.
Sèrie 1
| Posició | Nedador                  | Temps  | Qual. |
| ------- | ------------------------ | ------ | ----- |
| 1       | Yoshiyuki Tsuruta (JPN)  | 2:46.2 | QQ OR |
| 2       | Jikirum Adjaluddin (PHI) | 2:49.9 | QQ    |
| 3       | Ulysse Cartonnet (FRA)   | 2:50.8 | qq    |
| 4       | Basil Francis (USA)      | 2:57.2 |       |
| 5       | Sigfrid Heyner (SWE)     | 3:00.7 |       |
| 6       | Harry Forssell (BRA)     | 3:14.6 |       |

Sèrie 2
| Posició | Nedador                    | Temps  | Qual. |
| ------- | -------------------------- | ------ | ----- |
| 1       | Reizo Koike (JPN)          | 2:46.2 | QQ    |
| 2       | Erwin Sietas (GER)         | 2:51.0 | QQ    |
| 3       | Justo José Caraballo (ARG) | 2:55.2 |       |
| 4       | Edwin Moles (USA)          | 2:56.8 |       |
| 5       | Richard Wyndham (CAN)      | 3:12.4 |       |

Sèrie 3
| Posició | Nedador                 | Temps  | Qual. |
| ------- | ----------------------- | ------ | ----- |
| 1       | Teófilo Yldefonso (PHI) | 2:53.7 | QQ    |
| 2       | Walter Spence (CAN)     | 2:56.5 | QQ    |
| 3       | Alfred Schoebel (FRA)   | 2:56.6 |       |
| 4       | John Paulsen (USA)      | 3:00.1 |       |
| 5       | Pablo Zierold (MEX)     | 3:15.2 |       |

Sèrie 4
| Posició | Nedador               | Temps  | Qual. |
| ------- | --------------------- | ------ | ----- |
| 1       | Toivo Reingoldt (FIN) | 2:53.6 | QQ    |
| 2       | Shigeo Nakagawa (JPN) | 2:55.0 | QQ    |

Es disputaren el divendres 12 d'agost de 1932. Els tres primers de cada semifinal passaven a la final.
Semifinal 1
| Posició | Nedador                  | Temps  | Qual. |
| ------- | ------------------------ | ------ | ----- |
| 1       | Reizo Koike (JPN)        | 2:44.9 | QQ OR |
| 2       | Yoshiyuki Tsuruta (JPN)  | 2:45.4 | QQ    |
| 3       | Jikirum Adjaluddin (PHI) | 2:50.2 | QQ    |
| 4       | Ulysse Cartonnet (FRA)   | 2:50.9 |       |
| 5       | Toivo Reingoldt (FIN)    | 2:54.9 |       |

Semifinal 2
| Posició | Nedador                 | Temps  | Qual. |
| ------- | ----------------------- | ------ | ----- |
| 1       | Erwin Sietas (GER)      | 2:47.6 | QQ    |
| 2       | Teófilo Yldefonso (PHI) | 2:48.4 | QQ    |
| 3       | Shigeo Nakagawa (JPN)   | 2:52.4 | QQ    |
| 4       | Walter Spence (CAN)     | 2:52.7 |       |

### Final
Es disputà el dissabte 13 d'agost de 1932:
| Posició | Nedador                  | Temps  |
| ------- | ------------------------ | ------ |
| 1       | Yoshiyuki Tsuruta (JPN)  | 2:45.4 |
| 2       | Reizo Koike (JPN)        | 2:46.6 |
| 3       | Teófilo Yldefonso (PHI)  | 2:47.1 |
| 4       | Erwin Sietas (GER)       | 2:48.0 |
| 5       | Jikirum Adjaluddin (PHI) | 2:49.2 |
| 6       | Shigeo Nakagawa (JPN)    | 2:52.8 |